# MHEG-5
MHEG-5 (Multimedia and Hypermedia information coding Expert Group), även ISO/IEC 13522-5, är ett interaktivt system för digital-TV och används framförallt i Storbritannien.[källa behövs]